# SURVIVE (バンド)
SURVIVE（サヴァイヴ）は、日本の ヘヴィメタル スラッシュメタル デスメタル　バンド。

## 概要
ex-DEATH FILEのNEMOを中心に1998年に結成。これまでに７枚のオリジナルアルバム、１枚のミニアルバム、2枚のデジタルシングル、1枚の映像作品をリリースしている。

## 来歴
1998年DEATH FILE解散後にSURVIVEを結成。曲作り、ツアーを重ねおよそ2年かけて制作した1stアルバム『Against Next』を自主制作でリリースする。このアルバムはその後、ハウリング・ブルより再発盤がリリースされている。
2002年に2枚目となるフル・アルバム『Chaos Confusion』をリリースし、新宿ロフトでツアーファイナルを迎えた。このアルバムにはSURVIVEのパーティソングともいえる“ROOTS ROCK SURVIVE”が収録されている。そして、翌年2003年には3枚目のアルバム『Rebel-Lion』をリリース。NEMO曰く「当時、衝撃を受けたSOULFLY初来日会場の渋谷クラブクアトロでツアーファイナルを迎えたかった」と語っており、実際にクアトロでツアーファイナルを迎えている。
2006年4枚目にしてセルフタイトルの『SURVIVE』をリリース。このアルバムはアメリカでマスタリングされた。現在でもライヴ定番曲である“Corruption”が収録されている。そして、この年のLOUD PARK06に出演。この際、控え室でインタビューを受けていたNEMOが今は亡きDioに睨まれたというエピソードが存在する。この翌週には、韓国で開催されている、ハンガンロックフェスに出演している。ツアーファイナルは川崎クラブチッタで行い、パイロなど特効を使用したステージとなった。
数多のツアーを行い、2007年後半に5枚目のアルバム『Nothing Left On My Path』のプリプロを行い、2008年にリリースされた。同作はDISK UNION内レーベルのＢＴＨからリリースされ、同年12月に渋谷 TSUTAYA O-WESTにて10周年記念ワンマンライヴを行った。このときのライヴ模様は映像作品『DECADE OF STEEL』でみることができる。
Wacken Open Air出演をかけたMETAL BATTLE JAPAN 2012へ出演するも、惜しくも出場権を逃してしまう。その後、イタリアのエージェント“Alpha Omega Management”から連絡を受け、契約する。そして、ついに2012年12月ロシア全土を回るツアーをポーランドを代表するバンドBEHEMOTHと共に回る。
翌年2013年にはKREATORとOVERKILLとヨーロッパサーキットツアーを行うなど、着実に海外活動基盤を形成していきファン人気を確固たるものにした。さらに同年10月にはアメリカン・デス・メタルレジェンドのINCANTATIONとヨーロッパを回るツアーに参加した。
“Russian Satanist Tour”と銘打たれた、2度目となるBEHEMOTHとのツアーでは予定していた全7公演のうち実際に演奏できたのは3公演のみだった。その理由としては上記ツアータイトルに加えBEHEMOTHがリリースしたアルバム『THE SATANIST』というタイトルが物議をかまし、ツアーに影響がでたというものだった。現地ではSWATなどの武装部隊を含むロシア警察と原理主義団体が衝突したことなどによる暴動が相次ぎ、幾度となく会場変更が強いられた。また、一連の騒動によりBEHEMOTHのメンバーが逮捕され持ち時間の延長を打診され、急遽ロングセットでのライヴを敢行した。このツアーの終盤ではNEXT GENEATION ROCK FESTに出演し、KORNやSOULFLYらと共演を果たす。
そして、帰国後の2015年に6枚目となる『Human Misery』をリリース。これまで積み重ねたきた海外ツアーで培ったエッセンスを盛り込んだ作品となった。この作品は自主レーベル”Rebel - Recordings”よりリリースされた。翌年2016年には、New Hampshire伝統のモーターサイクルと音楽のフェス「Laconia Fest」に出演しスティーブン・タイラーなどと共演した。しかし、2017年5月NEMOが心不全で倒れ緊急入院となってしまう。
驚異的なスピードで回復したNEMOは6月にバルト、ウクライナ、ロシアを回る”HUMAN MISERY ASSAULT TOUR”でステージ復帰を果たす。さらに、この年の夏にはヴァイキングメタルの雄・アモンアマースと共演。国内ツアーとの合間を縫ってロシア公演を行った。8月から始まった”Immortal Warriors Tour”と銘打たれたツアーは10月に渋谷サイクロンでファイナルを迎える。
2018年、年明けすぐにMUNICIPAL WASTE Japan Tour 2018 東京公演のオープニングアクトとして出演。2月にはVenom,inc来日公演に出演。3月からはVenom,incやSuffocationらとともにヨーロッパ全土を23日間かけて回るBLOOD STAINED EARTH TOUR2018に参加。間髪入れることなく帰国後の4月、At The Gatesの来日公演のオープニングアクトとして参加。そして、9月に7枚目となるアルバム『Immortal Warriors』をリリース。活動20周年記念ワンマンライヴを渋谷クラブエイジアにて開催した。
年が明け2019年から再びツアーを再開するも、3月にはNEMOが次はくも膜下出血で倒れてしまう。またもや驚異的な回復力で4月下旬に開催された渋谷サイクロン公演で再びステージに復活。9月にはSliptrick Recordsよりアルバム『Immortal Warrios』をワールドワイドリリース。10月には川崎クラブチッタにて日本における日本のメタルバンドを主軸にしたフェスティバル”Metallization”を開催。このイベントはシーンの隆盛化を図る狙いがあり、初開催時には50人を動員した。
2020年新型コロナウィルスの影響により予定していたUK、ロシア、バルト三国ツアーが中止になってしまう。夏にはバンド初となるデジタルシングル”the Road to hell is paved by goodwill”を配信限定でリリースした。また、それに際して渋谷サイクロンで行われたリリースイベントにてお披露目された”Immortal Warriors”アコースティックヴァージョンが12月、同じくデジタル配信限定でリリース、同時にミュージックビデオも公開された。

## メンバー
- NEMO（vo,gt）
- SHINJILOW（bs）→AUTO-MODへ加入(2024年)
- GAKU（gt）
- GORO（ds）

## ディスコグラフィ
- 1st アルバム『Against Next』（2001年リリース / 自主制作 / その後ハウリングブルより再発盤がリリース）
- 2nd アルバム『Chaos Confusion』（2002年リリース / ハウリングブル）
- 3rd アルバム『Rebel-Lion』（2003年 / ハウリングブル）
- 4th アルバム『SURVIVIE』（2006年 / ハウリングブル）
- 5th アルバム『Nothing Left On My Path』（2008年 / BTH）
- 6th アルバム『Human Misery』（2015年 / Rebel - Recordings）
- 7th アルバム『Immortal Warriors』（2018年 / Rebel - Recordings）

その他
- 『REALIZE』（2002年 / ハウリングブル）
- 『DECADE OF STEEL』（2009年 / 413 Track）※10周年記念ワンマン映像作品
- 『DECADE OF EVOLUTION』（2009年 / 413 Tracks）

デジタルシングル
- 『the Road to hell is paved by goodwill』（2020年 / Rebel - Recordings）
- 『Immortal Warriors -Acoustic Re-Recording ver』（2020年 / Rebel - Recordings）